# Lista över fornlämningar i Enköpings kommun (Holm)
Lista över fornlämningar i Enköpings kommun (Holm) är en förteckning av ett urval av de fornlämningar som finns i Holm i Enköpings kommun.
| Namn                      | Lämningstyp  | Tillkomsttid | Historisk indelning | Plats | Läge                 | ID-nr          | Bild                                      |
| ------------------------- | ------------ | ------------ | ------------------- | ----- | -------------------- | -------------- | ----------------------------------------- |
| Holm 1:1                  | Gravfält     |              | Holm, Uppland       |       | 59.731484, 17.488905 | 10023700010001 | Ladda upp en bild av detta fornminne      |
| Holm 2:1                  | Runristning  |              | Holm, Uppland       |       | 59.722880, 17.483281 | 10023700020001 | Ladda upp en bild av detta fornminne      |
| Holm 3:1                  | Gravfält     |              | Holm, Uppland       |       | 59.712973, 17.487254 | 10023700030001 | Ladda upp en bild av detta fornminne      |
| Holm 4:1                  | Gravfält     |              | Holm, Uppland       |       | 59.717076, 17.498083 | 10023700040001 | Ladda upp en bild av detta fornminne      |
| Dalkarlsbacken (Holm 5:1) | Gravfält     |              | Holm, Uppland       |       | 59.714926, 17.499888 | 10023700050001 | Ladda upp en bild av detta fornminne      |
| Dalkarlsbacken (Holm 5:2) | Runristning  |              | Holm, Uppland       |       | 59.714845, 17.500032 | 10023700050002 | Ladda upp en bild av detta fornminne      |
| U 824 (Holm 6:1)          | Runristning  |              | Holm, Uppland       |       | 59.710374, 17.486962 | 10023700060001 | Ladda upp en till bild av detta fornminne |
| Holm 9:1                  | Gravfält     |              | Holm, Uppland       |       | 59.714930, 17.486447 | 10023700090001 | Ladda upp en bild av detta fornminne      |
| Holm 10:1                 | Stensättning |              | Holm, Uppland       |       | 59.730649, 17.486880 | 10023700100001 | Ladda upp en bild av detta fornminne      |
| Holm 10:2                 | Stensättning |              | Holm, Uppland       |       | 59.730542, 17.487486 | 10023700100002 | Ladda upp en bild av detta fornminne      |
| Holm 29:1                 | Stensättning |              | Holm, Uppland       |       | 59.705552, 17.514236 | 10023700290001 | Ladda upp en bild av detta fornminne      |
| Holm 29:2                 | Stensättning |              | Holm, Uppland       |       | 59.705513, 17.514071 | 10023700290002 | Ladda upp en bild av detta fornminne      |
| Holm 29:3                 | Stensättning |              | Holm, Uppland       |       | 59.705436, 17.513932 | 10023700290003 | Ladda upp en bild av detta fornminne      |